# Nadija
Nadija je žensko osebno ime.

## Izvor imena
Ime Nadija je različica ženskega osebnega imena Nada.

## Pogostost imena
Po podatkih Statističnega urada Republike Slovenije je bilo na dan 31. decembra 2007 v Sloveniji število ženskih oseb z imenom Nadija: 90.

## Osebni praznik
Osebe z imenom Nadija lahko godujejo takrat kot osebe z imenom Nada.